# Daniele 6
Daniele 6 è il sesto capitolo del libro di Daniele in cui il profeta racconta di come egli venga elevato il suo potere a corte dal suo protettore Dario il Medo, ma dei suoi rivali gelosi ingannano il re e lo convincono a emanare un decreto che condanna Daniele a morte. Il re fa eseguire la condanna e lo fa gettare nella fossa dei leoni ma, scoperto l'inganno, spera poi nella liberazione di Daniele. All'alba del giorno seguente si affretta a tornare presso la fossa, chiedendo se Dio ha salvato il suo amico. Daniele è vivo e risponde che Dio aveva mandato un angelo per chiudere le fauci dei leoni, "perché sono stato trovato irreprensibile di fronte a lui". Il re ordina quindi che coloro che hanno cospirato contro Daniele vengano gettati nella fossa dei leoni con le loro mogli e figli e impone a tutto il popolo di onorare e temere il Dio di Daniele.
La storia di Daniele è molto simile a quella di Azaria, Anania e Misaele, sempre narrata nel libro di Daniele: infatti, i tre giovani vengono rinchiusi in una fornace dal re Nabucodonosor II, in quanto non avevano adorato la sua statua, ma i tre sopravvivono perché vengono protetti da un angelo.

## Rappresentazione iconografica

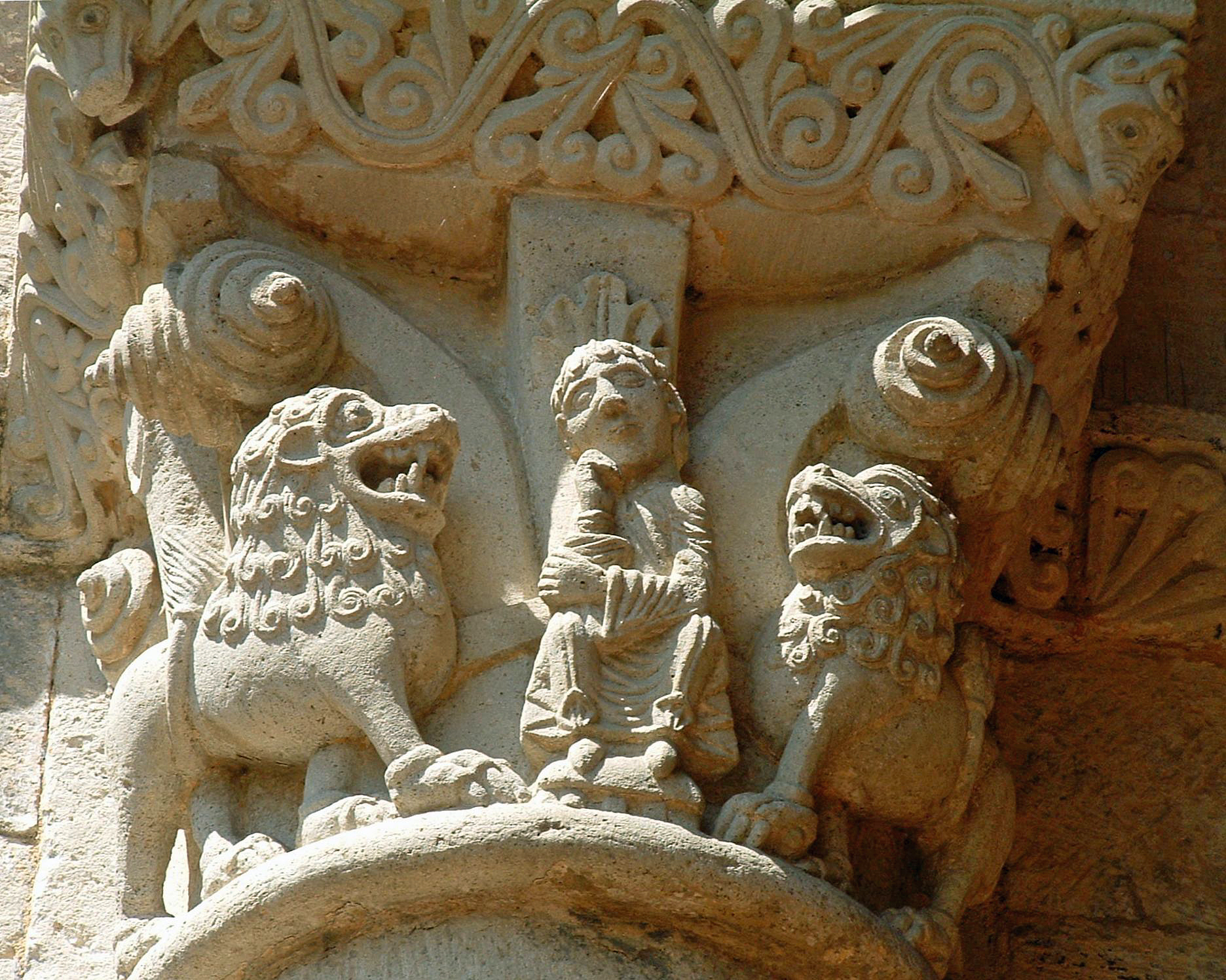
Un capitello dell'abbazia di La Sauve-Majeure raffigurante Daniele in mezzo ai leoni.

L'episodio di Daniele nella fossa dei leoni è stato rappresentato in molte opere d'arte, soprattutto pittoriche. Anche se spesso Daniele viene raffigurato come un giovane nelle rappresentazioni iconografiche della storia, secondo il teologo James Montgomery Boice è probabile che il profeta avesse almeno 80 anni quando venne gettato nella fossa. Tra i vari dipinti sul tema ci citano Daniele nella fossa dei leoni di Cima da Conegliano e Daniele nella fossa dei leoni di Pietro Paolo Rubens.
L'episodio è inoltre ricorrente nei capitelli delle colonne di alcune abbazie o cattedrali medievali: un esempio è un capitello di una colonna dell'abbazia di La Sauve-Majeure, in Francia, che raffigura Daniele in mezzo a due leoni.